# Фам Линь Дан
Фам Линь Дан (вьет. Phạm Linh Đan, фр. Linh Dan Pham; род 1974) — французская актриса вьетнамского происхождения.

## Биография

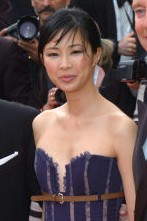
59-й Каннский кинофестиваль, 2006

Родилась в Сайгоне, но через год вместе с родителями переехала во Францию. Также жила в Нью-Йорке, Сингапуре и Вьетнаме, в настоящий момент проживает в Лондоне.
Изучала актёрское мастерство в Нью-Йоркском институте Ли Страсберга.
Наиболее известна ролью в эпическом фильме 1992 года «Индокитай» (премия «Оскар» в номинации «лучший иностранный фильм»), где снялась вместе с Катрин Денёв. Номинировалась на «Сезар» как наиболее многообещающая молодая актриса.
Снявшись в нескольких других ролях, Дан взяла десятилетний перерыв от кино, вместо этого сконцентрировавшись на образовании. Изучала коммерцию, после чего работала старшим менеджером по маркетингу.
В 2005 году вернулась на экраны во французском фильме «Моё сердце биться перестало», за который получила премию «Сезар», снова как наиболее многообещающая актриса. В том же году появилась в популярном шоу вьетнамской диаспоры «Trung Tam Asia», где было рассказано о её достижениях.
В 2009 году фильм с её участием «По течению», вьетнамского режиссёра Буй Тхак Тюена, получил приз ФИПРЕССИ на 66-м Венецианском кинофестивале.

## Фильмография
- 1992 «Индокитай» / Indochine — Камилла
- 1994 «Джамиля» / Jamila — Джамиля
- 2005 «Моё сердце биться перестало» / De battre mon coeur s’est arrêté — Мяо Линь
- 2006 «Tierärztin Dr. Merten» — Ши Сан
- 2007 «Помилуй нас» / Pars vite et reviens tard — Камиль
- 2008 «Данте 01» / Dante 01 — Элиза
- 2008 «Le bruit des gens autour» — зрительница
- 2009 «По течению» / Chơi vơi — Кам
- 2009 «Господин Никто» / Mr. Nobody — Джин
- 2009 «Ниндзя-убийца» / Ninja Assassin — Pretty Ninja
- 2010 «Всё то, что сверкает» / Tout ce qui brille — Джоан
- 2021 «Синий залив» / Blue Bayou — Паркер Нгуен
- 2023 «Астерикс и Обеликс: Поднебесная» / Astérix et Obélix: L’Empire du Milieu — Императрица